# Leadale no Daichi nite
Leadale no Daichi nite (リアデイルの大地にて Riadeiru no Daichi nite?, lit. En la tierra de Leadale), conocida como In the Land of Leadale en inglés, es una serie de novelas ligeras japonesas escritas por Ceez e ilustradas por Tenmaso. Se publicó en serie en línea entre noviembre de 2010 y diciembre de 2012 en el sitio web de publicación de novelas generadas por usuarios Shōsetsuka ni Narō. Más tarde fue adquirido por Enterbrain, que ha publicado seis volúmenes desde el 30 de enero de 2019 bajo su sello Famitsu Bunko. La novela ligera tiene licencia en Norteamérica por Yen Press.
Una adaptación a manga con historia de Ryō Suzukaze y arte de Dashio Tsukimi se ha serializado en línea a través del sitio web Dengeki PlayStation Comic Web de ASCII Media Works desde julio de 2019 y se ha recopilado en tres volúmenes tankōbon hasta el momento. Una adaptación a anime producido por el estudio Maho Film se estrenó el 5 de enero de 2022.

## Argumento
Después de un terrible accidente que la pusiera en soporte vital, el último vestigio de libertad que tenía Keina Kagami estaba en el videojuego de rol multijugador masivo en línea (VRMMORPG) World of Leadale. Sin embargo, cuando el soporte vital deja de funcionar, Keina muere al instante, pero de repente, se despierta en el cuerpo de su avatar del juego, Keina, ahora Cayna, descubre que las preocupaciones de su antigua vida parecen ser cosa del pasado, pero de alguna manera esta nueva tierra no parece ser la Leadale que ella recordaba…

## Personajes
Cayna (ケーナ Kēna?) / Keina Kagami (各務桂菜 Kagami Keina?)
 Seiyū: Eri Yukimura, Xanthe Huynh (Inglés), Jocelyn Robles (español latino)
Originalmente, la hija de 17 años de una familia japonesa adinerada, Keina se convirtió en paciente permanente del hospital con soporte vital en un terrible accidente en el que murieron sus padres. Cuando su soporte vital falla en medio de una sesión de juego, Keina muere, pero su mente se traslada al mundo de Leadale como su avatar de juego de rol Cayna, una poderosa maga elfa noble (nivel 1100 en el juego). En Leadale, es infamemente conocida bajo los sobrenombres de la Bruja del Anillo de Plata y Ferocious Firepower, de su característico objeto mágico potenciador de poder. En el juego, Kaina también había alcanzado el nivel extremadamente raro de Skill Master, que es capaz de otorgar a otros personajes jugadores habilidades gratuitas a voluntad, lo que la obligó a recluirse después de que las demandas de sus servicios siguieran aumentando.
Skargo (スカルゴ Sukarugo?)
 Seiyū: Daisuke Ono, Chris Niosi (Inglés), Javier Olguín (español latino)
Un sacerdote elfo supremo masculino (nivel 300) y el primer hijo de Cayna, adoptado a través del Sistema Foster del juego, que convierte a los personajes de jugadores alternativos no utilizados en NPC con nombre. Está especializado en magia de recuperación y es muy venerado en el reino de Felskelio debido a su radiante carisma y benevolencia. Sin embargo, también tiene un complejo materno increíblemente grande.
Mai-Mai (マイマイ Maimai?)
 Seiyū: Kaori Nazuka, Veronica Taylor (Inglés), Samanta Figueroa (español latino)
Una archimaga elfa alta (nivel 300) y la segunda hija de Cayna. Tiende a ser un poco estúpida y exuberante, especialmente con su familia. Anteriormente maga en la corte real de Felskelio, ahora ocupa el puesto de directora de la Real Academia local. Se casó dos veces y tuvo hijos mellizos con su primer marido.
Kartatz (カータツ Kātatsu?)
 Seiyū: Tomokazu Sugita, Keith Silverstein (Inglés), Óscar Rangel (español latino)
Un constructor de barcos enano (nivel 300) en los muelles de la capital de Felskelio y el tercer hijo de Cayna. Aunque ama a su madre, no le gusta que lo traten como un niño en público y desea preservar su imagen de jefe duro y sensato.
Key (キー Kī?)
 Seiyū: Yui Otagiri, Alejandra Delint (español latino)
Una unidad de apoyo de IA creada por el tío de Keina para ayudarla después de que quedara paralizada permanentemente. Después de su renacimiento en Leadale, Cayna aún puede acceder a él.
Marelle (マレール Marēru?)
 Seiyū: Sakura Nakamura, Gloria Obregón (español latino)
La propietaria de la posada en la que Keina despierta cuando renace en Leadale.
Lytt (リット Ritto?)
 Seiyū: Kanako Yanagihara, Amanda Hinojosa (español latino)
La hija preadolescente más joven de Marelle.
Luine (ルイネ Ruine?)
 Seiyū: Yūki Hirose
La hija adolescente mayor de Marelle.
Caerina (ケイリナ Keirina?)
 Seiyū: Azusa Tadokoro
La hija gemela de Mai-Mai.
Caerick (ケイリック Keirikku?)
 Seiyū: Tomoya Takagi, Bruno Coronel (español latino)
El hijo gemelo de Mai-Mai.
Lopus Harvey (ロプス・ハーヴェイ Ropusu Hāvuei?)
 Seiyū: Katsuyuki Konishi, José Ángel Torres (español latino)
Profesor de alquimia en la Real Academia de Felskelio y segundo marido de Mai-Mai.
Elineh (エーリネ Erine?)
 Seiyū: Tomoaki Maeono, Víctor Ugarte (español latino)
Un comerciante kobold errante.
"Primo" (伝助 "Densuke"?)
 Seiyū: Mutsumi Tamura
El príncipe heredero adolescente de Felskelio que está aburrido de su vida en el palacio real y sigue huyendo para jugar con sus amigos en las calles del capitolio. Después de que Cayna ayuda a recuperarlo poco después de llegar a la ciudad, él se decide a descubrir su verdadera naturaleza, sospechando que tiene algo siniestro en mente. Debido a que Lonti se interrumpió antes de revelar la identidad secreta del niño, Cayna usó el "den-" fraccional (de 殿下 (denka?); "alteza" en japonés) que pronunció para apodar al niño "Densuke". En la traducción al inglés, usa "Primo", de "Pri-" para "príncipe", en su lugar.
Lonti Arbalest (ロンティ・アバレスト Ronti Abaresuto?)
 Seiyū: Natsuko Abe, Regina Carrillo (español latino)
Un marqués, mago y criado en la corte real de Felskelio, y el cuidador estresado del príncipe heredero.

## Media

### Novela ligera
Leadale no Daichi nite está escrito por Ceez e ilustrado por Tenmaso. Originalmente fue serializado en línea en el sitio web Shōsetsuka ni Narō entre noviembre de 2010 y diciembre de 2012, Enterbrain comenzó a publicar la serie impresa el 30 de enero de 2019 bajo su sello Famitsu Bunko. Hasta ahora se han publicado siete volúmenes. Yen Press obtuvo la licencia de la serie en Norteamérica.
| Volúmenes de novelas ligeras publicadas | Volúmenes de novelas ligeras publicadas | Volúmenes de novelas ligeras publicadas |
| Número                                  | Fecha de lanzamiento                    | ISBN                                    |
| --------------------------------------- | --------------------------------------- | --------------------------------------- |
| 1                                       | 30 de enero de 2019                     | ISBN 9784047354692                      |
| 2                                       | 30 de mayo de 2019                      | ISBN 9784047356405                      |
| 3                                       | 30 de octubre de 2019                   | ISBN 9784047358027                      |
| 4                                       | 30 de marzo de 2020                     | ISBN 9784047360501                      |
| 5                                       | 28 de agosto de 2020                    | ISBN 9784047362208                      |
| 6                                       | 27 de febrero de 2021                   | ISBN 9784047365094                      |
| 7                                       | 30 de agosto de 2021                    | ISBN 9784047367029                      |

### Manga
Una adaptación a manga escrita por Ryō Suzukaze e ilustrada por Dashio Tsukimi comenzó a serializarse en línea a través del sitio web Dengeki PlayStation Comic Web de ASCII Media Works en julio de 2019. Hasta el momento se han publicado tres volúmenes tankōbon.
| Volúmenes de manga publicados | Volúmenes de manga publicados | Volúmenes de manga publicados |
| Número                        | Fecha de lanzamiento          | ISBN                          |
| ----------------------------- | ----------------------------- | ----------------------------- |
| 1                             | 26 de marzo de 2020           | ISBN 9784049129397            |
| 2                             | 26 de agosto de 2020          | ISBN 9784049133639            |
| 3                             | 26 de abril de 2021           | ISBN 9784049137590            |

### Anime
El 22 de febrero de 2021 se anunció una adaptación al anime. En "Kadokawa Light Novel Expo 2020", se reveló que la serie será animada por el estudio Maho Film. La serie está dirigida por Takeyuki Yanase, con guiones supervisados por Kazuyuki Fudeyasu y diseños de personajes a cargo de Toshihide Matsudate, Eri Kojima y Kaho Deguchi. La serie se estrenará el 5 de enero de 2022 en Tokyo MX y otros canales. El tema de apertura es «Happy encount» interpretado por TRUE, mientras que el tema de cierre es «Hakoniwa no Kōfuku» (箱庭の幸福?  lit. Felicidad en un jardín en miniatura) interpretado por Azusa Tadokoro. Crunchyroll obtuvo la licencia de la serie.
El 13 de enero de 2022, Crunchyroll anunció que la serie recibirá un doblaje tanto en inglés como en español, que se estrenó el 16 de febrero.
| # | Título | Dirigido por       | Estreno               |
| --- | --- | ------------------ | --------------------- |
| 1 | «Una posada, una torre, un oso y un banquete» «Yadoya to, Tō to, Kuma to, Enkai» (宿屋と、塔と、熊と、宴会)                                      | Takeyuki Yanase    | 5 de enero de 2022    |
| Cayna es una joven elfa que despierta un día en el mundo del juego al que jugaba... y no solo eso, sino que pasaron 200 años.                                 | |                    |                       |
| 2 | «Un hombre herido, la capital y un juego con los hijos» «Keganin to, Ōto to, Musuko-tachi to, Onigokko» (怪我人と、王都と、息子たちと、鬼ごっこ) | Naoyoshi Kusaka    | 12 de enero de 2022   |
| Tras saber que tiene hijos, decide ir a la capital para buscar a Skargo. Allí descubrirá que su hijo es una persona muy importante en la ciudad.              | |                    |                       |
| 3 | «Una hija, un coliseo, perder el control y un gancho» «Musume to, Tōgijō to, Bakusō to, Appākatto» (娘と、闘技場と、爆走と、アッパーカット)      | Tomihiko Ōkubo     | 19 de enero de 2022   |
| Cayna, sin tener mucho que hacer en este mundo, decide buscar las demás torres. Y descubrirá la dura realidad del mundo en el que se encuentra                | |                    |                       |
| 4 | «Un hijo, una pelea, un viaje y unos bandidos» «Musuko to, Kenka to, Tabi to, Yatō» (息子と、喧嘩と、旅と、野盗)                                 | Hiroshi Saitō      | 26 de enero de 2022   |
| Después del shock inicial, Cayne se recompone porque sabe que no puede hacer nada, así que sigue viviendo su nueva vida en Leadale.                           | |                    |                       |
| 5 | «Un nieto, una nieta, un bisnieto y una fortaleza» «Magomusuko to, Magomusume to, Himago to, Toride» (孫息子と、孫娘と、曾孫と、砦)              | Kyōhei Ōyabu       | 2 de febrero de 2022  |
| Al poco de llegar a Helspher, Cayna descubre que su familia es más grande de lo que se esperaba. Pero también descubre más cosas interesantes para su misión. | |                    |                       |
| 6 | «Gólems de roca, un jefe, esqueletos y hadas» «Rokku Gōremu to, Tōmoku to, Gaikotsu to, Yōsei» (ロックゴーレムと、頭目と、ガイコツと、妖精)      | Takeyuki Yanase    | 9 de febrero de 2022  |
| Cayna sigue con su intención de llegar al Castillo Luna Creciente, y nada ni nadie se interpondrá en su camino, aunque sea un enemigo realmente poderoso.     | |                    |                       |
| 7 | «Caza de osos, una reina, un baño y monstruos» «Kumagari to, Ōjo to, Ofuro to, Kaijū» (熊狩りと、王女と、お風呂と、怪獣)                         | Hiromichi Matano   | 16 de febrero de 2022 |
| Ahora que ha vuelto la tranquilidad a la vida de Cayna, decido seguir tomando misiones del Gremio. Y entonces, aparece Lonti acompañada de una amiga.         | |                    |                       |
| 8 | «Una batalla, una victoria, una conversación e información» «Sentō to, Shōri to, Kaiwa to, Jōhō» (戦闘と、勝利と、会話と、情報)                  | Naoyoshi Kusaka    | 23 de febrero de 2022 |
| Cayna tiene que acudir corriendo a Felskeilo porque la ciudad corre peligro. Allí conocerá a Shining Saber y Cohral.                                          | |                    |                       |
| 9 | «Otra visita, una sirena, un malentendido y zombis» «Saihō to, Ningyo to, Gokai to, Zonbi» (再訪と、人魚と、誤解と、ゾンビ)                      | Tomihiko Ōkubo     | 2 de marzo de 2022    |
| De camino a la aldea pesquera, Cayna hace un alto en el camino para ver a Lytt y los demás. Y también conocerá a una joven sirena perdida.                    | |                    |                       |
| 10 | «Un mayordomo, un barco fantasma, una barrera y el palacio» «Shitsuji to, Yūreisen to, Yōshi to, Ryūgūjō» (執事と、幽霊船と、養子と、竜宮城)     | Masakazu Takahashi | 9 de marzo de 2022    |
| Tras llegar a la aldea pesquera, Cayna descubre algo asolador: en la aldea no queda nada más que zombis. Y entonces se encuentra con Quolkeh.                 | |                    |                       |
| 11 | «Una presentación, un carruaje, una sirvienta y una mudanza» «Shōkai to, Basha to, Meido to, Hikkoshi» (紹介と、馬車と、メイドと、引っ越し)      | Naoyoshi Kusaka    | 16 de marzo de 2022   |
| Cayna va terminando los preparativos para la mudanza junto a Luka y se despide de sus hijos y la gente que ha ido conociendo.                                 | |                    |                       |
| 12 | «Mudanza, construcción, volar y la tierra» «Ijū to, Kenchiku to, Hikō to, Daichi» (移住と、建築と、飛行と、大地)                                 | Takeyuki Yanase    | 23 de marzo de 2022   |
| Ahora que ha vuelto a la aldea, Cayna tendrá que construir su casa y prepararse para su nueva vida allí junto a Luka, su nueva hija.                          | |                    |                       |